# Pherotesia funebris
Pherotesia funebris är en fjärilsart som beskrevs av William Schaus 1912. Pherotesia funebris ingår i släktet Pherotesia och familjen mätare. Inga underarter finns listade i Catalogue of Life.